# 3726 Џонадамс
3726 Џонадамс (енгл. 3726 Johnadams) је астероид главног астероидног појаса са средњом удаљеношћу од Сунца која износи 2,866 астрономских јединица (АЈ).
Апсолутна магнитуда астероида је 12,2.